# Probištip (kommun)
Probištip (makedonska: Пробиштип) är en kommun i  Nordmakedonien. Den ligger i den centrala delen av landet, 60 km öster om huvudstaden Skopje. Antalet invånare är 15 480. Arean är 326 kvadratkilometer.
Följande samhällen finns i kommunen Probištip:
- Probištip
- Zletovo